# Iglesia de Nuestra Señora de la Encarnación (Quéntar)
La iglesia de Nuestra Señora de la Encarnación es una iglesia parroquial de la localidad española de Quéntar, en Granada.

## Historia
Su construcción data de 1582, siendo de pequeñas dimensiones, con nave rectangular y cubierta con armadura. En 1653 fueron reformadas las capillas laterales y el campanario. En el siglo XVIII fue profundamente reformada, proyectando Fernández Bravo la capilla mayor en 1761.

## Descripción
De rectangular, con una única nave cubierta con armadura sencilla, coro alto a los pies, tres capillas laterales y presbiterio cubierto con bóveda de aristas.
El altar mayor, de estilo barroco, se encuentra adornado con unas pinturas realizadas por los alumnos de Gabriel Morcillo y coronado por una cúpula, mientras que el pueblo es protegido por un artesonado de madera.
Posee tallas de singular valor, tradicionalmente estas imágenes han pertenecido y pertenecen a familias del pueblo. Se encuentran situadas en capillas, como la del Corazón de Jesús.
Una de las tallas más antiguas que se encuentran en el pueblo es la del crucificado, recientemente restaurada, y que destaca dentro de su retablo dorado. Bajo la atenta mirada de este Cristo, se han bautizado los vecinos del pueblo, ya que en esta capilla es en donde se encuentra la pila bautismal.
Nuestra Señora de los Dolores, también tiene su capilla. Esta imagen era procesionada en Semana Santa junto con un Crucificado. Dicho Cristo toma la dirección de los cantones, mientras que la Señora de los Dolores toma la calle Real, para encontrarse a las tres de la tarde en la era del castillo. Este Nazareno (como el crucificado) es muy antiguo, posee pelo natural y una corona de espinas plateada, es de muy bella factura. Porta una cruz con unos pequeños espejos incrustados.